# 数码网络
数码网络（英文：Digi）是马来西亚移动电话服务業者。高達 49% 的股份是由挪威的挪威電信集團所持有。 1995年5月24日，Digi成為馬來西亞第一家啟動和運營全數位蜂窩型網路的電信公司。2021年4月8日，亚通（AXIATA，6888，主板电信与媒体股）宣布，独资子公司天地通（Celcom）和数码网络（DIGI，6947，主板电信与媒体股）合并，打造全马最大电信公司，取名为天地通数码公司（Celcom Digi Bhd.）數碼網絡正式結束獨立運作形式，與天地通合併，亚通和挪威電信将分别掌握合并公司的33.1%股权
他們也是2004年5月14日在馬來西亞首家提供GPRS（2.5G）和之後的EDGE（2.75G）。Digi主要於GSM使用1800 MHz頻段，網路代碼為502-16。
Digi同時也在在馬來西亞股票交易所以基礎建設組掛牌上市。
Digi使用010、011、014-3、014-6、014-9和016拨号。

## 外部連結
- 数码网络官方主页 （页面存档备份，存于）